# 天主教葡萄牙軍中教長區
天主教葡萄牙軍中教長教區（拉丁語：Ordinariate Militaris Lusitaniæ）是葡萄牙一個天主教的軍中教長區，直屬聖座，負責牧養信奉天主教的葡萄牙軍人以及軍事化人員（國民警衛軍及警察）及其家眷。
教長區座堂位於首都里斯本，2004年有10個堂區、54名司鐸。現任教長為曼奴埃爾·達席爾瓦·羅德里格斯·林達。
1966年5月29日成立軍中代牧區，1986年7月21日被升為教長區。2001年之前，教長由里斯本宗主教兼任。